# Svante Samuelsson
Svante Lennart Samuelsson, född 4 september 1972 i Jörlanda församling i Göteborgs och Bohus län, är en svensk före detta fotbollsspelare på elitnivå.

## Meriter
- 2 A-landskamper (vid Sveriges träningsläger i Thailand)
- 3 cupsilver (med Örgryte, Brann och AIK)

## Klubbar

### Som spelare
- Vallens IF (1979–1988)
- Kalmar FF (1989–1993)
- Örgryte IS (1994–1998)
- SK Brann (1998–2001)
- AIK (2002–2003)
- Kalmar FF (2004–2005)

### Som ledare
- Kalmar FF, klubbchef (2006–2016)
- Svensk Elitfotboll, sportchef (2019–)